# 조앤 뱅크스

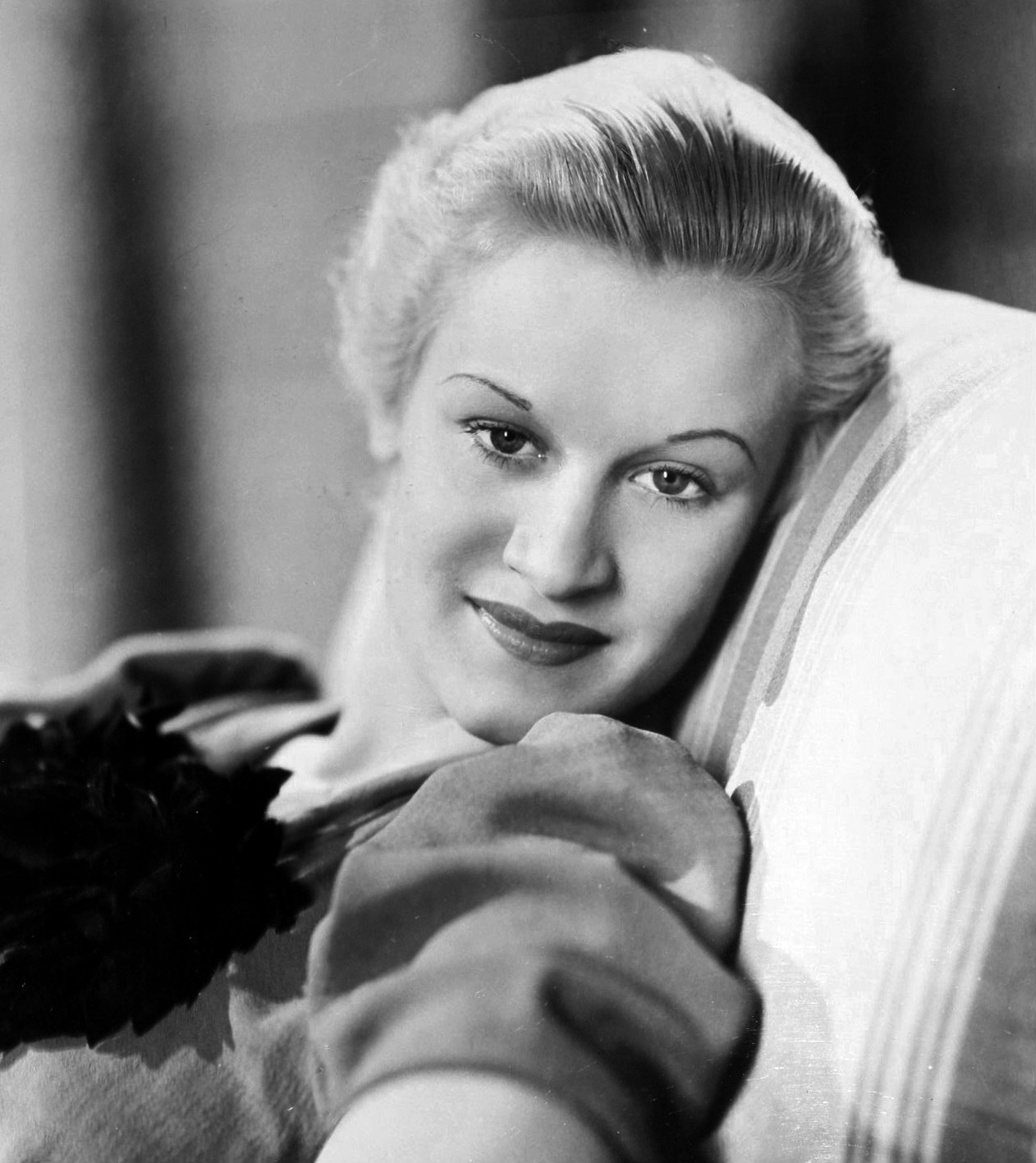

조앤 뱅크스(영어: Joan Banks, 1918년 10월 30일 ~ 1998년 1월 18일)는 미국의 배우이다.
로스앤젤레스에서 사망하였다. 사인은 폐암이다.

## 영화
- 페이튼 플레이스 2 (1961년)
- 페리 메이슨 (1957년)
- 미스터 코리 (1957년)
- 빛나는 승리 (1951년)
- 크라이 댄저 (1951년)